# Wilhelmus Johannes Steenhoff

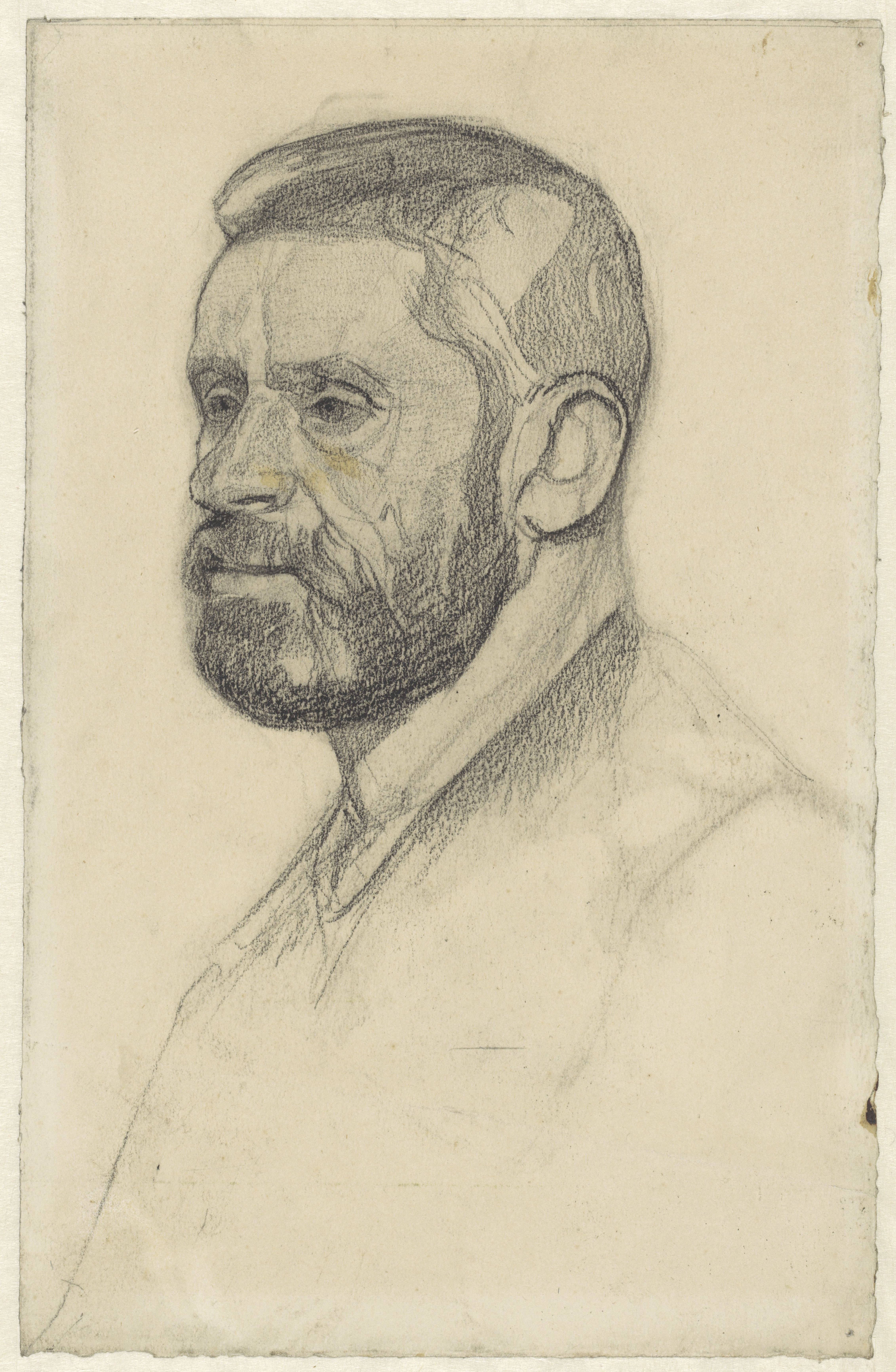
Selbstporträt

Wilhelmus Johannes Steenhoff, häufig auch Willem Jan Steenhoff (geboren am 13. Januar 1863 in Utrecht; gestorben am 22. Dezember 1932 in Amsterdam) war ein niederländischer Maler, Kunstkritiker und Kunsthistoriker sowie stellvertretender Direktor der Abteilung für Malerei im Rijksmuseum Amsterdam.

## Leben
Steenhoff war der Sohn des Schmieds Wouter Steenhoff und dessen Frau Agatha (geborene van Dijk). Im Alter von vierzehn Jahren begann er in einer Zigarrenfabrik in Utrecht zu arbeiten, beschäftigte sich jedoch nebenbei mit dem Zeichnen und Malen. Auf Anraten von David van der Kellen schrieb er sich 1882 an der Amsterdamer Kunstakademie ein. Im Jahr 1886 zog er kurzzeitig nach Brüssel um, fertigte dort eine Reihe von Gemälden und Radierungen an und kehrte nach Amsterdam zurück, um bis 1888 sein Studium an der Akademie fortzusetzen. 1889 heiratete er Cornelia Wilhelmina (geborene van der Kellen, † 1945). Das Paar zog zunächst nach Terneuzen und kurz darauf nach Belgien um. 1892 kamen sie nach Amsterdam zurück. Steenhoff arbeitete als Kunsthandwerker und schrieb Kunstkritiken für die Tageszeitung Het Centrum sowie Artikel für De Nieuwe Gids.
1899 veröffentlichte Steenhoff einen Artikel über den niederländischen Maler und Radierer Hercules Seghers. Johan Philip van der Kellen, Direktor der Amsterdamer Druckerei, riet ihm sich für eine Assistenzstelle beim Rijksmuseums zu bewerben. Er wurde eingestellt schrieb jedoch weiterhin Artikel sowie Beiträge für die Wochenzeitung De Amsterdammer. 1905 wurde er unter Barthold Willem Floris van Riemsdijk (1850–1942) stellvertretender Direktor der Abteilung Malerei ernannt. Zunächst hatte er sich damit befasst die Sammlung des Museums neu zu ordnen und gab 1903 einen neuen Katalog heraus. Steenhoff hatte eine Vorliebe für moderne und zeitgenössische Maler wie Vincent van Gogh und Paul Cézanne und kümmerte sich um die Erweiterung der Sammlung. Er erhielt für seine Abteilung drei Gemälde Van Goghs als Leihgaben von Johanna van Gogh-Bonger und ihrem zweiten Ehemann Johan Cohen Gosschalk.
Steenhoff war seit 1914 als Kunstkritiker für die Zeitung De Nieuwe Amsterdammer tätig. 1922 heiratete er Johanna Jacoba „Coba“ (geborene Snethlage), mit der er einen Sohn hatte, der bereits 1907 geboren wurde. Im Jahr 1924 wurde er von Frederik Schmidt-Degener (1881–1941), dem neuen Direktor des Rijksmuseums entlassen. Mit seiner Frau zog er nach Den Haag um und wurde Direktor des Museum Mesdag. Hier katalogisierte er die Gemälde und Zeichnungen Hendrik Willem Mesdags. 1926 wollte er dort eine Van Gogh Ausstellung veranstalten, was die Erben von Mesdag jedoch nicht erlaubten. 1928 ging er in den Ruhestand. Seine Frau verließ ihn und ging in ein Kloster. 1930 beteiligte er sich an einer Van Gogh Ausstellung im Amsterdamer Stedelijk Museum und gab erneut einen Katalog heraus. Neben seiner musealen Tätigkeit war er auch als Aquarellist, Lithograf, Maler, Radierer und Zeichner tätig. Er starb nach einem Besuch in Südafrika.

## Werke(Auswahl)
Zeichnungen
Kreidezeichnungen im Kröller-Müller Museum
- 1898: Landschaft
- 1922: Landschaft
- 1924: Strandansicht und Dünenlandschaft
- Schlafendes Schwein

Schriften
Eine Zusammenstellung seiner Publikationen wurde 1991 im Bulletin van het Rijksmuseum veröffentlicht.
- Amsterdam; das Rijksmuseum. Deutsche Verlagsgesellschaft, Stuttgart 1890 (archive.org).
- Hercules Seghers. H. J. Paris, Amsterdam 1899 (delpher.nl).
- Album des Amsterdamer Rijksmuseums. Zweiundvierzig Farbendrucke, mit historischer Einleitung und begleitenden Texten. E. A. Seemann, Leipzig 1908 (archive.org).
- Nederlandsche schilderkunst in het Rijksmuseum. Band 1: De voorgangers der zeventiende eeuw. Rijksmuseum, Amsterdam 1912.
- Nederlandsche schilderkunst in het Rijksmuseum. Band 2. Rijksmuseum, Amsterdam 1915.
- Catalogus Vincent van Gogh Werken uit de verzameling van Ir. V. W. van Gogh in bruikleen afgestaan aan de Gemeente Amsterdam. Stedelijk Museum, Amsterdam 1920.
- Rijksmuseum H. W. Mesdag. Catalogus der schilderijen, teekeningen, etsen en kunstvoorwerpen.  Departement van Onderwijs, Kunsten en Wetenschappen, Den Haag 1928.